# ارتیکا اینکیسا
ارتیکا اینکیسا (نام علمی: Urtica incisa) نام یک گونه از سرده گزنه است.